# Alec Clifton-Taylor
Alec Clifton-Taylor OBE (02 de agosto de 1907 — 01 de abril de 1985) foi um historiador de arquitetura inglês.

## Biografia e obras
Nascido Alec Clifton Taylor (sem hífen), filho de Stanley Edgar Taylor, comerciante de milho, e Ethel Elizabeth Taylor (née Hills), em 1907 na Whitepost House, Overton Road em Sutton, Surrey, Clifton-Taylor foi educado em Bishop's Stortford College e no Queen's College, em Oxford. Ele foi para o Instituto de Arte Courtauld. Durante a Segunda Guerra Mundial, ele serviu no Almirantado.
Seu livro mais conhecido e influente é The Pattern of English Building (1962) (ISBN 0-571-14890-5), um exame do vernáculo arquitetônico. Ele ordena o assunto de acordo com os materiais e métodos de construção usados na Inglaterra. Dois de seus outros livros são estudos de arquitetura eclesiástica: The Cathedrals of England e English Parish Churches as Works of Art. Juntamente com Nikolaus Pevsner (de cuja série Buildings of England ele colaborou) e John Betjeman, Clifton-Taylor é considerada uma das três figuras mais importantes no estudo das igrejas inglesas. Seus outros livros são Buildings of Delight, English Brickwork (com Ronald Brunskill) e English Stone Building (com A.S Ireson).
Clifton-Taylor acreditava que os materiais locais tinham que ser usados para que os edifícios parecessem "certos" e, portanto, era crítico de muita arquitetura vitoriana e subsequente, erigida depois que as ferrovias haviam facilitado o transporte de materiais mais baratos alheios a um determinado local. Ele também considerava os vitorianos como restauradores esteticamente pobres.  

## Trabalho televisivo
Clifton-Taylor ganhou seu maior reconhecimento público no final da vida através de seu trabalho para a BBC. Depois de ser apresentado por Pevsner ao produtor de artes da BBC John Drummond, Clifton-Taylor apresentou o primeiro episódio, The Medieval World, de um programa de televisão sobre arquitetura britânica através dos tempos chamado The Spirit of the Age, transmitido no outono de 1975.
Clifton-Taylor apresentou três séries extremamente populares de programas da BBC de 30 ou 40 minutos: Six English Towns (1978), Six More English Towns (1981) e Another Six English Towns (1984), nas quais visitou dezoito Cidades inglesas, discutindo sua história e caráter arquitetônico em um estilo acessível e cortês (se não intransigente). Cada série foi acompanhada por seu próprio livro e os DVDs das três séries foram lançados em 2016/7.

## Vida pessoal
Ele viveu em Kensington, oeste de Londres, durante grande parte de sua vida (15 Clareville Grove) e foi presidente da Kensington Society, uma organização dedicada a preservar a arquitetura e os espaços abertos do bairro. O Alec Clifton-Taylor Memorial Garden está localizado atrás da Igreja St Mary Abbots em Kensington.
Clifton-Taylor recebeu o título de Oficial da Ordem do Império Britânico (OBE) em 1982 por "serviços ao estudo da arquitetura".